# Napoleonische Restaurationsversuche 1870/1871

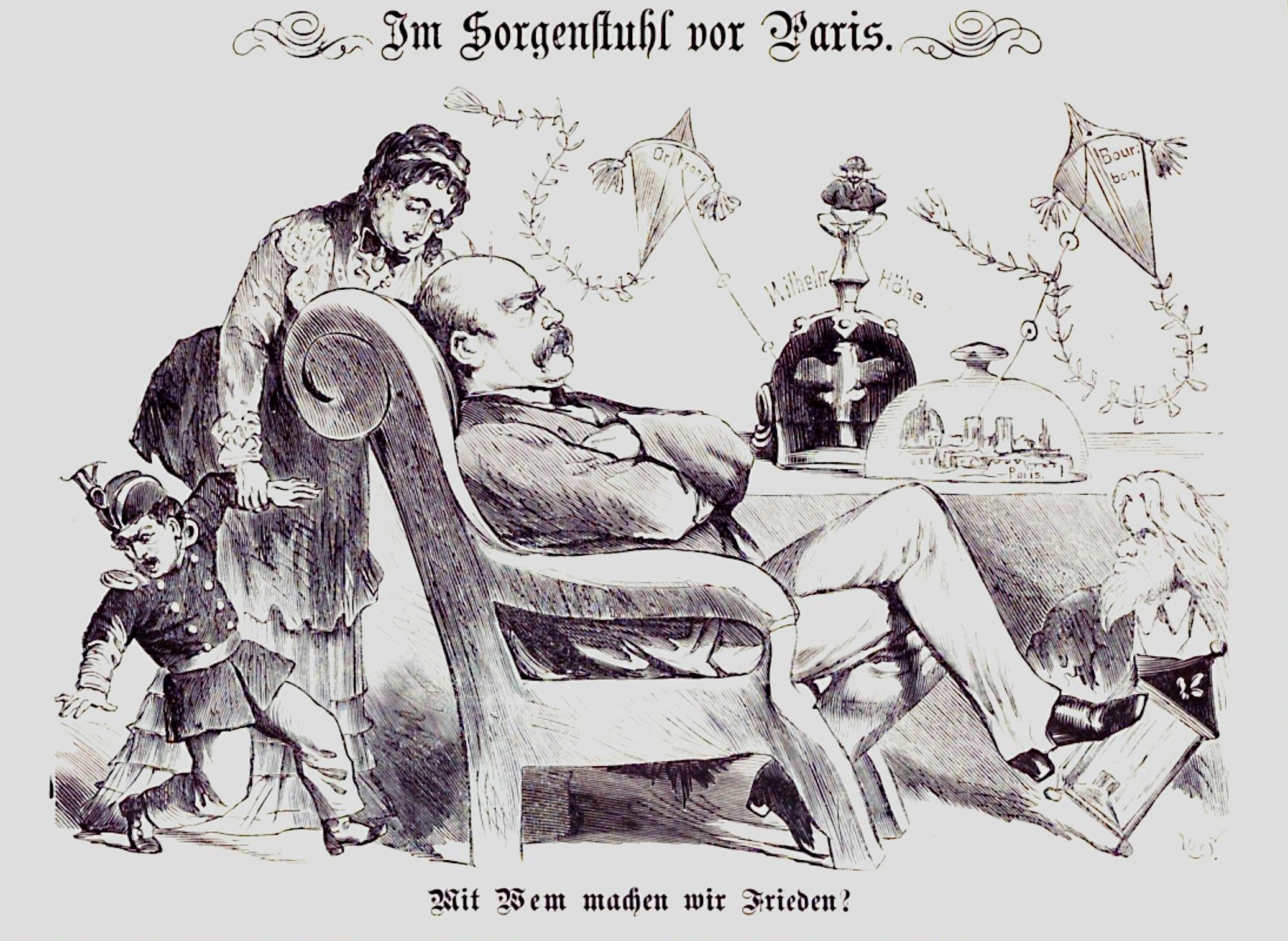
Karikatur im Kladderadatsch: Der Bundeskanzler überlegt sich, mit wem in Frankreich er Frieden schließen könne. Exkaiserin Eugenie und ihr Sohn stehen links, der Exkaiser ist auf eine Pickelhaube namens Wilhelmshöhe aufgespießt, Paris liegt unter einer Käseglocke, rechts unten sieht man den republikanischen Minister Jules Favre, und die beiden Winddrachen symbolisieren die ehemaligen Königsdynastien Orleans und Bourbon.

Nach seiner Absetzung am 4. September 1870 bemühte der ehemalige Kaiser Napoleon III. sich um eine Napoleonische Restauration. Er befand sich damals in Wilhelmshöhe in Deutschland, nachdem er im Deutsch-Französischen Krieg die Niederlage bei Sedan erlitten hatte. Bundeskanzler Otto von Bismarck war es wichtig, mit einer handlungsfähigen französischen Regierung einen Frieden schließen zu können, in dem die Annexion von Elsaß-Lothringen und Kriegsentschädigungen vereinbart wurden.
Für Bismarck musste diese Regierung nicht unbedingt die Regierung der Nationalen Verteidigung sein, die sich am 4. September gebildet hatte. Sie war zerstritten und damit ein schwieriger Verhandlungspartner, außerdem hatte sie Annexion und Entschädigungen strikt abgelehnt. Daher gab es mehrere Gespräche mit dem Exkaiser bzw. seiner Gattin Eugenie, die mit Napoleons Sohn, dem Prince Napoleon, ins Londoner Exil gegangen war, und ebenso Gespräche mit dem napoleonischen General François-Achille Bazaine in der eingeschlossenen Festung Metz.
Die Gespräche brachten allerdings keine Ergebnisse. Im Januar 1871 führten Verhandlungen zwischen Bismarck und der Regierung der Nationalen Verteidigung zu einem Waffenstillstand. Spätestens dadurch hatte Bismarck kein Interesse mehr daran, diese Regierung als solche zu schwächen.

## Gespräche mit General Bazaine

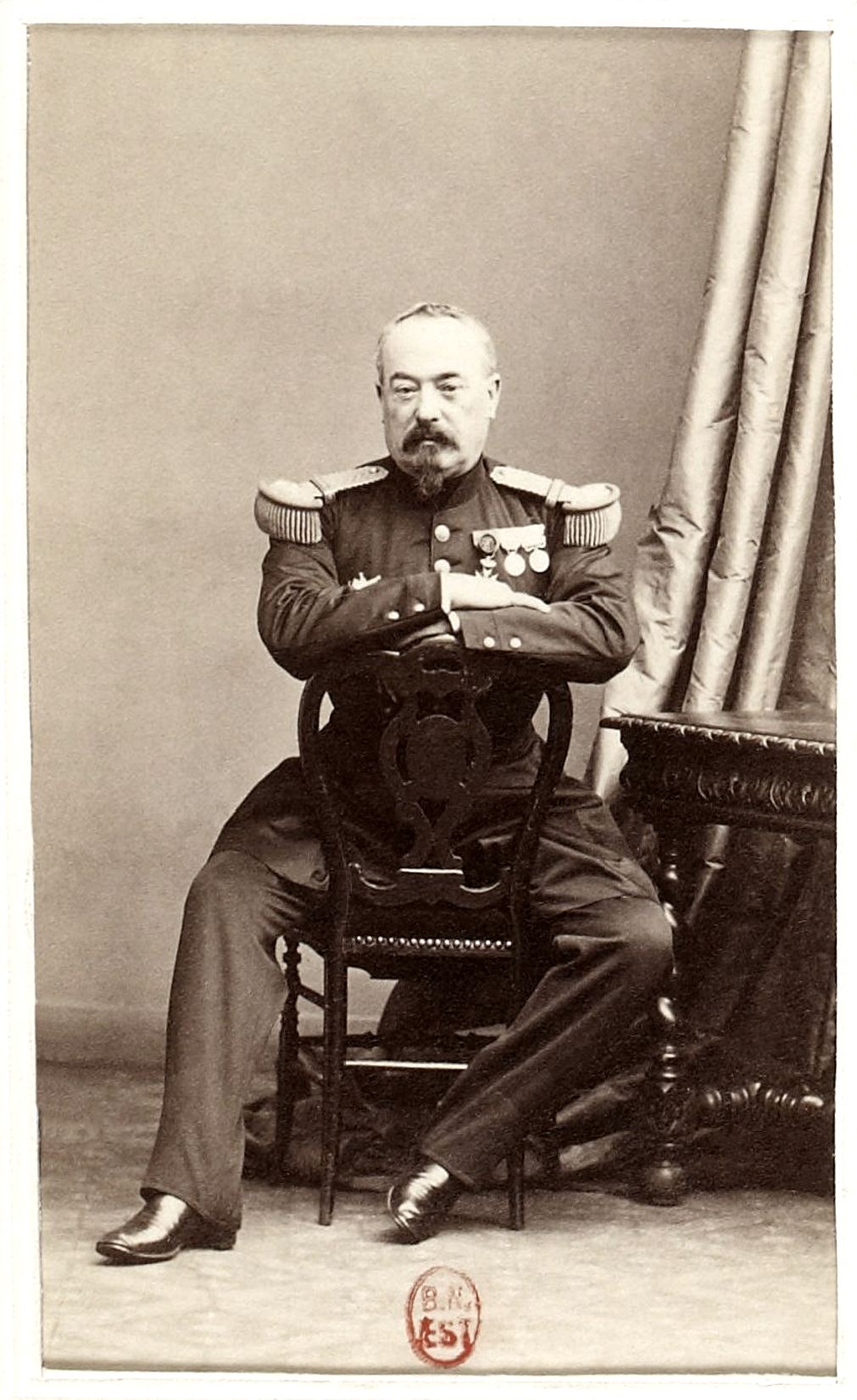
François-Achille Bazaine in seiner Zeit während des Mexikanischen Feldzuges. Als Kommandant der belagerten Festung Metz musste er am 27. Oktober 1870 kapitulieren. Später machte man ihm den Prozess wegen Hochverrats und verurteilte ihn zum Tode, was in eine Haftstrafe umgewandelt wurde.

Am 1. und 2. September verlor Napoleon III. die Schlacht bei Sedan, als er dem belagerten General Bazaine in der Festung Metz zu Hilfe kommen wollte. Napoleon III. kapitulierte, wodurch viele Soldaten Kriegsgefangene wurden und eine große Menge an Kriegsgerät in deutsche Hände fiel. Daraufhin bildete sich in Paris eine Regierung der Nationalen Verteidigung, die den Krieg fortsetzte. Obwohl die Regierung die Frage der Staatsform an sich offenhielt, handelte es sich der Sache nach um eine republikanische Regierung.
Bazaine sah voraus, dass es für ihn in einer Republik keine Position geben werde. Er verhandelte daher sowohl im September als auch im Oktober 1870 mit Bundeskanzler Bismarck. Am 23. September kam ein preußischer Unterhändler in die belagerte Festung. Laut Rekonstruktionen des Gesprächs zwischen ihm und Bazaine machte Bismarck diesen Vorschlag: Bazaines Rheinarmee dürfe die Festung verlassen. In einer neutralen Zone sollten die Parlamentskammern des napoleonischen Regimes zusammenkommen und eine konservative Regierung einsetzen. Bazaine solle dann mit Bismarck über die Friedensbedingungen verhandeln, diese von der Regierung annehmen lassen und ein neues Regime – entweder für Napoleons Sohn oder eine eigene Diktatur – errichten. Ein französischer Spion des republikanischen Innenministers Gambettas soll erfahren haben, dass Bismarck sich mit fünf Millionen Francs und der Schleifung der ostfranzösischen Festungen zufriedengegeben hätte (statt mit Elsaß-Lothringen), wenn dafür die Bonapartes oder eine andere Dynastie an die Macht gekommen wären.
Mit heimlicher Unterstützung der Norddeutschen konnte ein Vertrauter Bazaines bei der Exkaiserin in London anfragen, ob sie den Plan gutheiße. Sie war aber nur bereit, Bazaine zum Lieutenant-Géneral de l’Empire zu machen. Bazaine und Eugenie brauchten einander und spielten auf Zeit. Die aber hatte Bazaine nicht, der aus seiner eingeschlossenen Armee noch Nutzen ziehen wollte, bevor sie vor Hunger aufgeben musste.
Mitte Oktober verhandelte Bismarck im norddeutschen Hauptquartier in Versailles am 14. Oktober mit einem weiteren Vertrauten Bazaines. Dieser Vertraute erklärte, dass die Rheinarmee in Metz Napoleon treu sei. Seine Idee lautete: Die Norddeutschen würden die Rheinarmee aus Metz Richtung Südfrankreich oder Algerien ziehen lassen. Dann sollten die Norddeutschen rasch die Republik in Paris besiegen und Frankreich der Rheinarmee übertragen.
Bismarcks Waffenstillstandsforderungen, so der Historiker Geoffrey Wawro, seien hart aber nicht extrem gewesen angesichts der Tatsache, dass Frankreich den Krieg angezettelt hatte. International verlor die republikanische Regierung an Sympathie, da ihr Beharren den Krieg verlängerte. Außerdem unterdrückte sie Neuwahlen, die zu einer friedensgestimmten Mehrheit geführt hätten. Es gab sogar Gerüchte, dass sie Preußen dazu ermuntern würde, sich an den Niederlanden, Belgien und Luxemburg zu vergreifen. Bazaines verschlagene Eigenmächtigkeiten bewiesen daher ein geschicktes Timing. Bismarck und Helmuth von Moltke begegneten Bazaines Angebot allerdings mit Gleichgültigkeit, da die Schwäche Frankreichs eine Zusammenarbeit unnötig erscheinen ließ. Man zweifelte auch daran, was die Rheinarmee in Frankreich bewirken könne.

## Napoleons Memorandum im November 1870

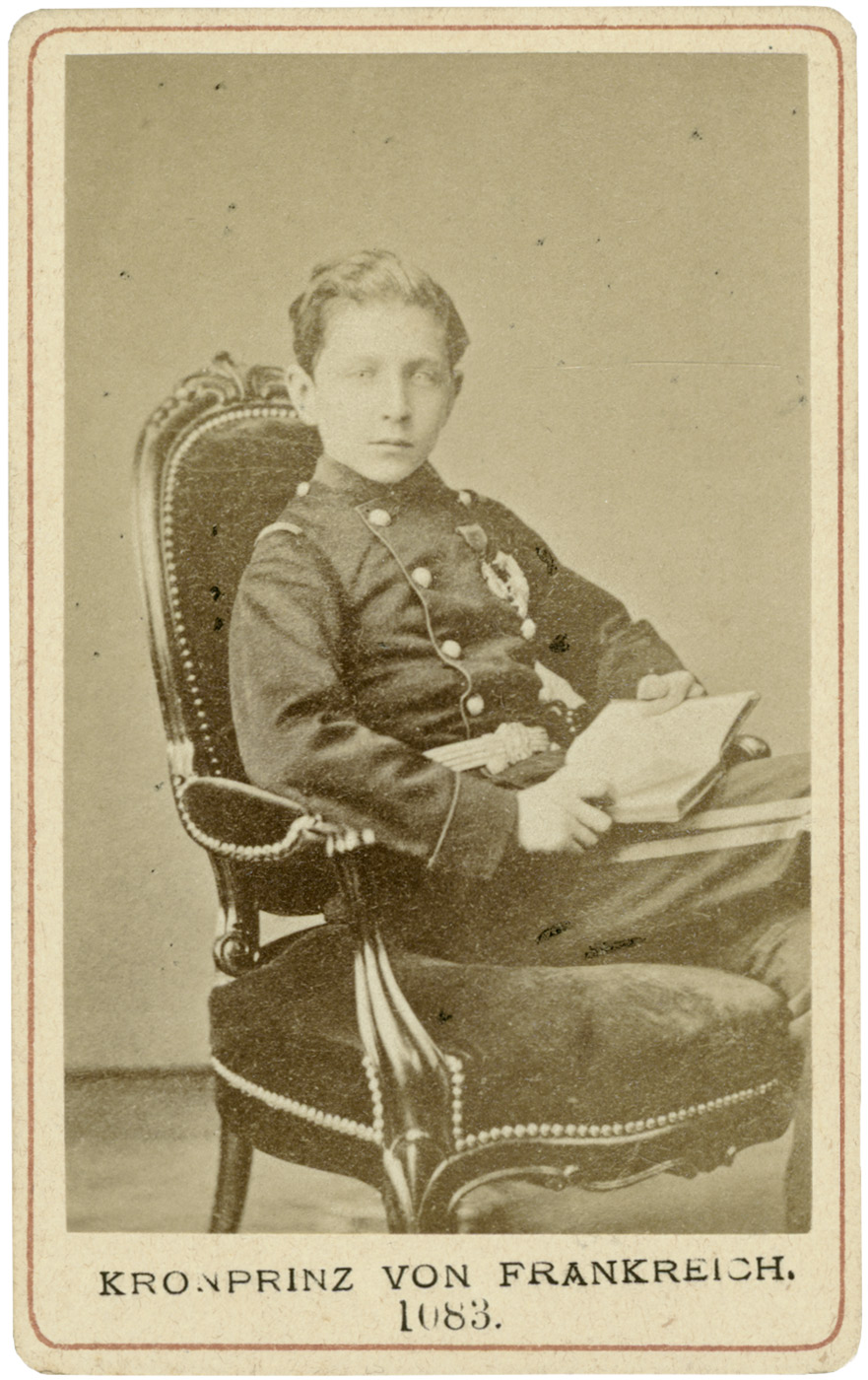
Der minderjährige Kronprinz Frankreichs, Napoléon Eugène Louis Bonaparte, geboren 1856.

Am 27. November erhielt Bismarck ein Memorandum des Exkaisers. Napoleon III. erkannte Bismarcks großen Einfluss auf die europäischen Ereignisse an sowie die baldige Aussicht auf einen deutschen Sieg. Er schlug die Einsetzung eines neuen Parlaments vor. Dies würde mit Bismarck einen Frieden aushandeln. Nachdem Paris kapituliert haben würde, könnte der preußische König Wilhelm I. das französische Volk dazu aufrufen, dass Napoleon und Eugenie wieder Kaiser und Kaiserin werden sollten.
Bismarck aber erklärte Napoleons Vermittler, Henri Castelnau, dass die Aussichten auf eine Restauration des Kaiserreichs gering seien. General Bazaine war in Metz besiegt worden. Damit gab es keine Armee mehr, die Napoleon eventuell als Machtbasis hätte dienen können. Ferner konnte man nicht wissen, wie sich ein neu gewähltes Parlament verhalten würde. Vor allem aber hätte Napoleon wie eine Marionette des Feindes ausgesehen.
Stattdessen schlug Bismarck vor: Die Generalgouverneure von Reims, Straßburg und Nancy (also deutsch besetzter Gebiete) könnten ein Treffen früherer Präfekten einberufen. Das Treffen könnte Friedenssignale aussenden. Mitte Dezember aber erhielt Bismarck ein Telegramm aus Berlin. Der ehemalige napoleonische Innenminister Frankreichs, Victor Vialin Duc de Persigny, ließ ihn über das norddeutsche Auswärtige Amt wissen: Ein solcher Plan hätte überhaupt keine Chance, allein schon, weil die Präfekten gar keine entsprechende Macht hätten.
Der Duc de Persigny selbst hatte folgende Idee: Charles Cousin-Montauban, Comte de Palikao, der letzte Premierminister ganz Frankreichs, würde nach dem Fall von Paris und ohne Napoleon eine Versammlung einberufen, die ein vorläufiges Parlament einsetzen würde. Dieses bereitete dann die Wahl eines endgültigen vor. Bismarck war dem Plan gegenüber durchaus aufgeschlossen. Persigny und Palikao aber fürchteten, dass die Franzosen noch mehr und länger leiden müssten, bevor ein solcher Plan Akzeptanz finden könnte. Angesichts der gegenwärtigen Lage Frankreichs hielt Bismarck den Einwand für bizarr, und sein Interesse schwand.
Falls Paris, aber nicht Frankreich aufgeben würde, so wollte Bismarck ganz Nordfrankreich solange besetzt halten und für den Krieg aufkommen lassen, bis eine friedenswillige Partei im Süden eine momentane Regierung bilden und auf die deutschen Friedensbedingungen samt Annexionen eingehen würde. Ein britischer Diplomat erfuhr damals von Bismarcks Bemühungen um eine napoleonische Regierung (möglicherweise die momentane Regierung). Er vermutete, dass der Monarchist Bismarck keine Republik in Europa sehen wollte.

## Pläne der Exkaiserin

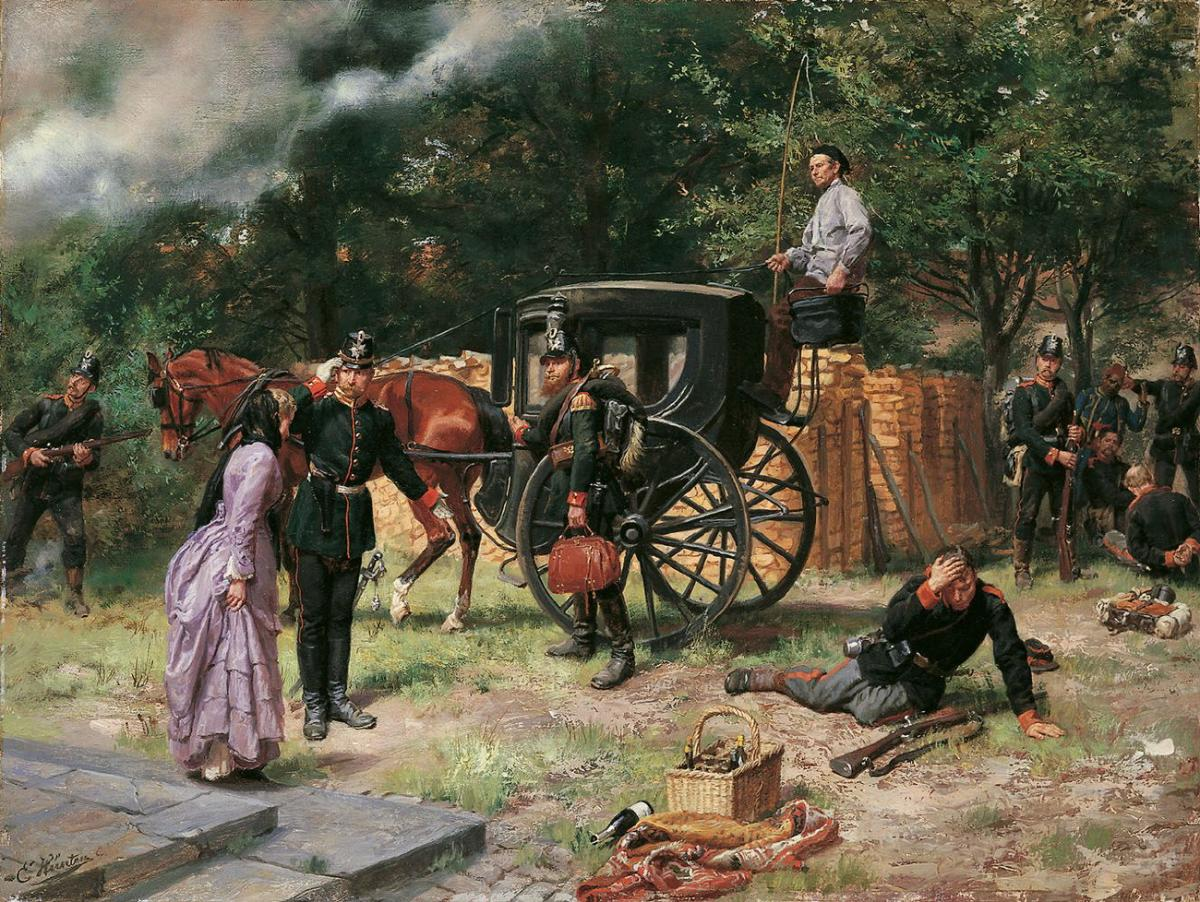
Die preußische Armee begrüßt Kaiserin Eugenie, Gemälde von Emil Hünten.

Die ehemalige Kaiserin Eugenie schlug Bismarck vor, dass Deutschland ähnlich große Gebiete erhielte wie seinerzeit Frankreich von Sardinien-Piemont (Nizza und Savoyen). Danach würde Prince Napoleon in Versailles einen Frieden unterzeichnen.
Während die Kaiserin zuvor bessere Friedensbedingungen als die Republik erhalten wollte, sah Bismarck es nun mit Zufriedenheit, dass sie nur ihre eigene Position zurückerhalten wollte. Ein napoleonischer Unterhändler sollte sich auf die Reise aus London begeben, um Napoleons Einverständnis aus Wilhelmshöhe zu erhalten und anschließend nach Versailles zu Bismarck zu kommen. Die Verzögerung der Reise trug nicht zu Bismarcks Vertrauen in das Unternehmen bei und er stellte am 22. Januar fest: Eine Anerkennung der Kaiserin würde zu Verstimmungen mit Großbritannien und Russland und weiteren Schwierigkeiten führen. Einen Tag später unterzeichnete Bismarck mit Jules Favre von der Regierung der Nationalen Verteidigung ein Abkommen, das einen deutsch-französischen Waffenstillstand vorbereitete. Napoleon, der schon bei Sedan als körperliches und seelisches Wrack erschien, starb im Jahr 1873. Sein Sohn überlebte ihn um nur sechs Jahre.

## Belege
1. ↑  David Wetzel: A Duel of Nations. Germany, France and the Diplomacy of the War 1870–1871. The University of Wisconsin Press, Madison / London 2012, S. 178.
2. ↑  Geoffrey Wawro: The Franco-Prussian War. The German Conquest of France in 1870–1871. Oxford University Press, Oxford u. a. 2003, S. 244/245.
3. ↑  Geoffrey Wawro: The Franco-Prussian War. The German Conquest of France in 1870–1871. Oxford University Press, Oxford u. a. 2003, S. 245.
4. ↑  Geoffrey Wawro: The Franco-Prussian War. The German Conquest of France in 1870–1871. Oxford University Press, Oxford u. a. 2003, S. 245/246.
5. ↑  Geoffrey Wawro: The Franco-Prussian War. The German Conquest of France in 1870–1871. Oxford University Press, Oxford u. a. 2003, S. 246/247.
6. ↑  David Wetzel: A Duel of Nations. Germany, France and the Diplomacy of the War 1870–1871. The University of Wisconsin Press, Madison / London 2012, S. 174/175.
7. ↑  David Wetzel: A Duel of Nations. Germany, France and the Diplomacy of the War 1870–1871. The University of Wisconsin Press, Madison / London 2012, S. 175.
8. ↑  David Wetzel: A Duel of Nations. Germany, France and the Diplomacy of the War 1870–1871. The University of Wisconsin Press, Madison / London 2012, S. 175/176.
9. ↑  David Wetzel: A Duel of Nations. Germany, France and the Diplomacy of the War 1870–1871. The University of Wisconsin Press, Madison / London 2012, S. 176/177.
10. ↑  Geoffrey Wawro: The Franco-Prussian War. The German Conquest of France in 1870–1871. Oxford University Press, Oxford u. a. 2003, S. 283.
11. ↑  David Wetzel: A Duel of Nations. Germany, France and the Diplomacy of the War 1870–1871. The University of Wisconsin Press, Madison / London 2012, S. 177/178.
12. ↑  David Wetzel: A Duel of Nations. Germany, France and the Diplomacy of the War 1870–1871. The University of Wisconsin Press, Madison / London 2012, S. 177–179.